# Orvieto (Chick Corea album)
Orvieto är ett livealbum från 2011 med pianisterna Chick Corea och Stefano Bollani.

## Låtlista
1. Orvieto Improvisation No. 1 (Chick Corea/Stefano Bollani) – 4:13
2. Portrait in Black and White (Antônio Carlos Jobim/Chico Buarque) – 6:17
3. If I Should Lose You (Ralph Rainger/Leo Robin) – 4:25
4. Doralice (Dorival Caymmi/António Victorino Almeida) – 5:43
5. Jitterbug Waltz (Fats Waller) – 7:31
6. A valsa da Paula (Stefano Bollani) – 6:07
7. Orvieto Improvisation No. 2 / Nardis (Chick Corea/Stefano Bollani/Miles Davis) – 8:46
8. Este seu olhar (Antônio Carlos Jobim) – 5:45
9. Darn That Dream (Jimmy Van Heusen/Eddie DeLange) – 7:12
10. Tirititran (trad) – 6:52
11. Armando's Rhumba (Chick Corea) – 6:05
12. Blues in F (Chick Corea/Stefano Bollani) – 6:05

## Medverkande
- Chick Corea – piano
- Stefano Bollani – piano

## Mottagande
Skivan fick ett gott mottagande när den kom ut med ett snitt på 4,2/5 baserat på tre recensioner.